# Pékin Express : La Route des Incas
Vous pouvez aider à l'améliorer ou bien discuter des problèmes sur sa page de discussion.
- Il n'est pas vérifiable et peut contenir des informations totalement erronées. Il est fortement conseillé aux contributeurs d'étayer son contenu par des sources fiables. Sans cela, sa suppression pourrait être envisagée. (si vous venez d'apposer le bandeau, veuillez cliquer sur ce lien pour créer la discussion et en afficher les indications). (Marqué depuis août 2022)
- Il peut contenir un travail inédit ou des déclarations non vérifiées. Vous pouvez l’améliorer en ajoutant des références. (Marqué depuis août 2022)

- Archive Wikiwix
- Bing
- Cairn
- DuckDuckGo
- E. Universalis
- Gallica
- Google
- G. Books
- G. News
- G. Scholar
- Persée
- Qwant
- (zh) Baidu
- (ru) Yandex
- (wd) trouver des œuvres sur Wikidata

Vous pouvez aider à l'améliorer ou bien discuter des problèmes sur sa page de discussion.
- Certaines de ses couleurs nuisent à son accessibilité et ne respectent pas la charte graphique. Les couleurs ne sont pas interdites, mais il est conseillé d'en faire un usage modéré qui respecte les normes d'accessibilité. (Marqué depuis août 2022)
- Son texte doit être wikifié : il ne correspond pas à la mise en forme Wikipédia (style, typographie, liens internes, liens entre les wikis, etc.). (Marqué depuis août 2022)
- Sa typographie ne respecte pas les conventions de Wikipédia. Vous pouvez solliciter de l’aide de l’Atelier typographique. (Marqué depuis août 2022)
- Il n’est pas rédigé dans un style encyclopédique. (Marqué depuis août 2022)
- Il présente trop d'images par rapport à sa longueur. Ceci va à l'encontre de l'esprit de synthèse, rend la lecture difficile, et allonge la durée de téléchargement pour les connexions lentes. Voir les recommandations sur les images. (Marqué depuis août 2022)

Pékin Express : La Route des Incas est la 3e édition du jeu télévisé Pékin Express, émission de télévision franco-belgo-luxembourgeoise de téléréalité, diffusée chaque semaine sur M6 du mardi 22 janvier 2008 au mardi 8 avril 2008. Elle est également diffusée en Belgique sur Plug RTL. Elle est présentée par Stéphane Rotenberg, désigné comme directeur de course. Ce sont Gérard et Cédric, les Niçois père et fils, qui l'emportent. Ils empochent la somme de 46 000 €.

## Production et organisation
L'émission est présentée par Stéphane Rotenberg, qui a le rôle de directeur de course, et est produite par Studio 89 Productions. L'émission est réalisée par Francis Coté et Pierre Leix-Cote.
Pour la première fois, l'émission se déroule en Amérique Latine, et va rallier l'Océan Atlantique à l'Océan Pacifique, à travers 3 pays : Le Brésil, la Bolivie, et le Pérou. Les dix nouvelles équipes de candidats ont débuté le tournage au Brésil, le dimanche 7 octobre 2007. Il s'est achevé au Pérou, le lundi 19 novembre 2007. Le tournage a duré 44 jours, et compte 13 étapes, contre 12 habituellement.
Cette saison a notamment été marquée par des accusations de tricherie de la part du Le Canard enchaîné, qui, le 5 mars 2008, révèle que « comme L'Île de la tentation diffusé sur TF1 » il s'agit de « télé bidonnée » et que des consignes sont données par la production pour favoriser ou défavoriser les différentes équipes. M6 et Studio 89 Productions ont réagi en affirmant qu'ils allaient poursuivre en diffamation Philippe Bartherotte et Christophe Gallot, deux anciens collaborateurs de Studio 89 Productions interrogés par l'hebdomadaire. Le Canard enchaîné est revenu le 12 mars sur l'affaire en détaillant la manière dont la production et M6 ont tenté de gérer la crise en faisant pression sur les anciens candidats et en faisant témoigner quelques-uns soigneusement choisis à la radio, sur Europe 1.
L'émission de Paul Amar du samedi 8 mars, Revu et corrigé, a traité ce sujet en fin de partie. Pauline et Aurélie ont ainsi pu défendre leur vision du jeu face à Philippe Bartherotte et deux autres candidats des deux saisons précédentes. M6 n'a toutefois pas porté plainte contre Christophe Gallot et Philippe Bartherotte. Le 27 janvier 2009, Philippe Bartherotte a publié un livre intitulé La Tentation d'une île aux éditions Jacob Duvernet. Dans ce livre, il décrit précisément les méthodes de production de Pékin Express.

## Principe
Comme pour chaque saison de Pékin Express, chaque équipe gère un budget équivalent à un euro par jour et par personne. Cette année les équipes reçoivent :
- Brésil → 2,50 BRL
- Bolivie → 10 BOB
- Pérou → 4,20 PEN

Cet argent est alloué à l'achat de nourriture et doit être utilisé uniquement pendant les heures de course. Pour leur progression, les équipes doivent pratiquer l'auto-stop, et se faire offrir le gîte et le couvert la nuit tombée. Chaque équipe se voit attribuer une balise leur permettant d'être notifiés du début et de la fin de la course. Cette balise doit être remise au directeur de course, action marquant alors la fin de l'aventure.
À noter que lors des précédentes saisons, la règle imposait sur certaines étapes que les équipes repartaient à intervalle régulier en fonction de leur ordre d'arrivée pour l'immunité, en deuxième partie d'étape. Pour cette saison, cette règle n'est plus actuelle.

### Règles
Pour cette saison, les règles habituelles sont présentes, à savoir : l'épreuve d'immunité, qui permet à une équipe d'être immunisée le reste de l'étape ; le drapeau rouge, qui permet au binôme l'ayant en sa possession de stopper des concurrents dans leur course pendant 15 min ; le handicap remis à l'équipe arrivée dernière lors d'une étape non-éliminatoire; le bonus qui permet à une équipe de vivre un moment unique à la découverte d'un lieu exceptionnel ou de pouvoir obtenir un toit pour la nuit; les équipes mixées qui impose de devoir faire la route avec un autre candidat sous la forme des pousseurs et des ralentisseurs; le trek qui impose aux équipes de faire une partie de la route à pieds.

## Le parcours
| Étapes | Pays    | Parcours                                                                  | Kilomètres | Excursions         |
| ------ | ------- | ------------------------------------------------------------------------- | ---------- | ------------------ |
| 1      | Brésil  | Rio de Janeiro - Petrópolis - Tiradentes                                  | 402.4 Km   |                    |
| 2      | Brésil  | Tiradentes - São João del-Rei - Ouro Preto - Mina Capoeirana - Diamantina | 690 Km     |                    |
| 3      | Brésil  | Diamantina - Brasilia - Rio Verde                                         | 1140.2 Km  |                    |
| 4      | Brésil  | Rio Verde - Paranaíba - Campo Grande                                      |            |                    |
| 5      | Brésil  | Campo Grande - Miranda - Pantanal - Corumbá                               |            |                    |
| 6      | Bolivie | Santa Cruz - Aiquile - Sucre                                              |            |                    |
| 7      | Bolivie | Sucre - Potosí - Uyuni                                                    |            |                    |
| 8      | Bolivie | Uyuni - Salar d'Uyuni - Oruro                                             |            |                    |
| 9      | Bolivie | Oruro - La Paz - Copacabana                                               |            |                    |
| 10     | Pérou   | Iles Uros - Puno - La Raya - Cuzco                                        |            |                    |
| 11     | Pérou   | Cuzco - Ollantaytambo - Saqsaywaman - Abancay                             |            | Machu Picchu Písac |
| 12     | Pérou   | Abancay - Nazca - Huacachina - Désert de Nazca - Ica                      |            | Lignes de Nazca    |
| 13     | Pérou   | Lima                                                                      |            |                    |

## Progression des équipes
|     | Présentation des équipes                                                      | Étapes | Étapes             | Étapes             | Étapes             | Étapes             | Étapes             | Étapes             | Étapes                       | Étapes                       | Étapes                       | Étapes                       | Étapes                       | Étapes                       | Étapes                       | Étapes                       |    |
| 1   | Présentation des équipes                                                      | 2      | 3                  | 4                  | 5                  | 6                  | 7                  | 8                  | 9                            | 10                           | 11                           | 12                           | 13                           | 13                           | 13                           | 13                           |    |
| --- | ----------------------------------------------------------------------------- | ------ | ------------------ | ------------------ | ------------------ | ------------------ | ------------------ | ------------------ | ---------------------------- | ---------------------------- | ---------------------------- | ---------------------------- | ---------------------------- | ---------------------------- | ---------------------------- | ---------------------------- | -- |
|     |                                                                               |        |                    |                    |                    |                    |                    |                    |                              |                              |                              |                              |                              |                              |                              |                              |    |
| 1°  | Gérard et Cédric Les Niçois père et fils 46 ans - 20 ans                      | 3e     | 5e                 | 4e                 | 6e                 | 1er                | 6e                 | 2e                 | 6e                           | 1er                          | 4e                           | 2e                           | 2e                           | 1er                          | 1er                          | 1er                          |    |
| 1°  | Gérard et Cédric Les Niçois père et fils 46 ans - 20 ans                      |        |                    |                    |                    |                    |                    |                    |                              |                              |                              |                              |                              |                              | -                            | -                            |    |
| 2°  | Pauline et Aurélie Les sœurs lilloises 22 ans - 28 ans                        | 8e     | 9e                 | 5e                 | 5e                 | 5e                 | 2e                 | 5e                 | 3e                           | 2e                           | 1re                          | 4e                           | 1re                          | 2e                           | 2e                           | 2e                           | 2e |
| 2°  | Pauline et Aurélie Les sœurs lilloises 22 ans - 28 ans                        |        |                    |                    |                    |                    |                    |                    |                              |                              |                              | -                            |                              |                              |                              |                              |    |
| 3°  | Jean-Pierre et Joël Ne se connaissent pas 61 ans - 37 ans                     | 2e     | 8e                 | 7e                 | 1er                | 3e                 | 1er                | 3e                 | 1er                          | 3e                           | 2e                           | 1er                          | 3e                           | Eliminés (étape 12)          | Eliminés (étape 12)          | Eliminés (étape 12)          |    |
| 3°  | Jean-Pierre et Joël Ne se connaissent pas 61 ans - 37 ans                     |        | NE                 |                    |                    |                    |                    |                    |                              |                              |                              |                              | E                            | Eliminés (étape 12)          | Eliminés (étape 12)          | Eliminés (étape 12)          |    |
| 4°  | Maïté et Cynthia Belle mère, belle fille travaillent ensemble 54 ans - 25 ans | 1re    | 2e                 | 8e                 | 4e                 | 6e                 | 5e                 | 1re                | 4e                           | 4e                           | 3e                           | 3e                           | Eliminées (étape 11)         | Eliminées (étape 11)         | Eliminées (étape 11)         | Eliminées (étape 11)         |    |
| 4°  | Maïté et Cynthia Belle mère, belle fille travaillent ensemble 54 ans - 25 ans |        |                    |                    |                    |                    |                    |                    |                              |                              | NE                           | E                            | Eliminées (étape 11)         | Eliminées (étape 11)         | Eliminées (étape 11)         | Eliminées (étape 11)         |    |
| 5°  | Yasmin et Harold Les époux belges 44 ans - 45 ans                             | 7e     | 3e                 | 6e                 | 8e                 | 7e                 | 3e                 | 4e                 | 2e                           | 5e                           | Eliminés (étape 9)           | Eliminés (étape 9)           | Eliminés (étape 9)           | Eliminés (étape 9)           | Eliminés (étape 9)           | Eliminés (étape 9)           |    |
| 5°  | Yasmin et Harold Les époux belges 44 ans - 45 ans                             |        |                    |                    | NE                 |                    |                    |                    |                              | E                            | Eliminés (étape 9)           | Eliminés (étape 9)           | Eliminés (étape 9)           | Eliminés (étape 9)           | Eliminés (étape 9)           | Eliminés (étape 9)           |    |
| 6°  | Christila et Delphine Infirmières aux urgences 28 ans - 26 ans                | 4e     | 6e                 | 2e                 | 7e                 | 4e                 | 4e                 | 6e                 | 5e                           | Eliminées (étape 8)          | Eliminées (étape 8)          | Eliminées (étape 8)          | Eliminées (étape 8)          | Eliminées (étape 8)          | Eliminées (étape 8)          | Eliminées (étape 8)          |    |
| 6°  | Christila et Delphine Infirmières aux urgences 28 ans - 26 ans                |        |                    |                    |                    |                    | E                  |                    |                              | Eliminées (étape 8)          | Eliminées (étape 8)          | Eliminées (étape 8)          | Eliminées (étape 8)          | Eliminées (étape 8)          | Eliminées (étape 8)          | Eliminées (étape 8)          |    |
| 7°  | Terence et Olivia Jeunes amoureux parisiens 27 ans - 28 ans                   | 6e     | 1er                | 3e                 | 2e                 | 2e                 | 7e                 | 7e                 | Abandon volontaire (étape 6) | Abandon volontaire (étape 6) | Abandon volontaire (étape 6) | Abandon volontaire (étape 6) | Abandon volontaire (étape 6) | Abandon volontaire (étape 6) | Abandon volontaire (étape 6) | Abandon volontaire (étape 6) |    |
| 7°  | Terence et Olivia Jeunes amoureux parisiens 27 ans - 28 ans                   |        |                    |                    |                    |                    | NE                 | Abandon            | Abandon volontaire (étape 6) | Abandon volontaire (étape 6) | Abandon volontaire (étape 6) | Abandon volontaire (étape 6) | Abandon volontaire (étape 6) | Abandon volontaire (étape 6) | Abandon volontaire (étape 6) | Abandon volontaire (étape 6) |    |
| 8°  | Morta et Loulou Le gendre et son beau-père 35 ans - 62 ans                    | 5e     | 4e                 | 1er                | 3e                 | 8e                 | Eliminés (étape 5) | Eliminés (étape 5) | Eliminés (étape 5)           | Eliminés (étape 5)           | Eliminés (étape 5)           | Eliminés (étape 5)           | Eliminés (étape 5)           | Eliminés (étape 5)           | Eliminés (étape 5)           | Eliminés (étape 5)           |    |
| 8°  | Morta et Loulou Le gendre et son beau-père 35 ans - 62 ans                    |        |                    | E                  |                    |                    | Eliminés (étape 5) | Eliminés (étape 5) | Eliminés (étape 5)           | Eliminés (étape 5)           | Eliminés (étape 5)           | Eliminés (étape 5)           | Eliminés (étape 5)           | Eliminés (étape 5)           | Eliminés (étape 5)           | Eliminés (étape 5)           |    |
| 9°  | Éric et Pierre Les copains rugbymen 39 ans - 43 ans                           | 9e     | 7e                 | 9e                 | Eliminés (étape 3) | Eliminés (étape 3) | Eliminés (étape 3) | Eliminés (étape 3) | Eliminés (étape 3)           | Eliminés (étape 3)           | Eliminés (étape 3)           | Eliminés (étape 3)           | Eliminés (étape 3)           | Eliminés (étape 3)           | Eliminés (étape 3)           | Eliminés (étape 3)           |    |
| 9°  | Éric et Pierre Les copains rugbymen 39 ans - 43 ans                           | E      |                    |                    | Eliminés (étape 3) | Eliminés (étape 3) | Eliminés (étape 3) | Eliminés (étape 3) | Eliminés (étape 3)           | Eliminés (étape 3)           | Eliminés (étape 3)           | Eliminés (étape 3)           | Eliminés (étape 3)           | Eliminés (étape 3)           | Eliminés (étape 3)           | Eliminés (étape 3)           |    |
| 10° | Guillaume et Karine Frère et sœur colocataires 25 ans - 28 ans                | 10e    | Eliminés (étape 1) | Eliminés (étape 1) | Eliminés (étape 1) | Eliminés (étape 1) | Eliminés (étape 1) | Eliminés (étape 1) | Eliminés (étape 1)           | Eliminés (étape 1)           | Eliminés (étape 1)           | Eliminés (étape 1)           | Eliminés (étape 1)           | Eliminés (étape 1)           | Eliminés (étape 1)           | Eliminés (étape 1)           |    |
| 10° | Guillaume et Karine Frère et sœur colocataires 25 ans - 28 ans                | E      | Eliminés (étape 1) | Eliminés (étape 1) | Eliminés (étape 1) | Eliminés (étape 1) | Eliminés (étape 1) | Eliminés (étape 1) | Eliminés (étape 1)           | Eliminés (étape 1)           | Eliminés (étape 1)           | Eliminés (étape 1)           | Eliminés (étape 1)           | Eliminés (étape 1)           | Eliminés (étape 1)           | Eliminés (étape 1)           |    |

| Étape   | Étape | Étape     | Binômes participants                                                                            | Gagnants              |
| ------- | ----- | --------- | ----------------------------------------------------------------------------------------------- | --------------------- |
| Brésil  | 1     | Immunités | Éric et Pierre - Christila et Delphine - Terence et Olivia - Morta et Loulou - Gérard et Cédric | Éric et Pierre        |
| Brésil  | 2     | Immunités | Terence et Olivia - Pauline et Aurélie - Jean-Pierre et Joël                                    | Pauline et Aurélie    |
| Brésil  | 3     | Immunités | Éric et Pierre - Terence et Olivia                                                              | Terence et Olivia     |
| Brésil  | 4     | Immunités | Jean-Pierre et Joël - Yasmin et Harold - Terence et Olivia                                      | Jean-Pierre et Joël   |
| Brésil  | 5     | Immunités | Pauline et Aurélie - Maïté et Cynthia                                                           | Maïté et Cynthia      |
| Bolivie | 6     | Immunités | Christila et Delphine - Jean-Pierre et Joël - Pauline et Aurélie                                | Christila et Delphine |
| Bolivie | 7     | Immunités | Christila et Delphine - Yasmin et Harold                                                        | Christila et Delphine |
| Bolivie | 8     | Immunités | Gérard et Cédric - Pauline et Aurélie - Jean-Pierre et Joël                                     | Gérard et Cédric      |
| Bolivie | 9     | Immunités | Pauline et Aurélie - Jean-Pierre et Joël - Maïté et Cynthia                                     | Jean-Pierre et Joël   |
| Pérou   | 10    | Immunités | Gérard et Cédric - Maïté et Cynthia                                                             | Gérard et Cédric      |
| Pérou   | 11    | Immunités | Jean-Pierre et Joël - Gérard et Cédric - Pauline et Aurélie                                     | Pauline et Aurélie    |
| Pérou   | 12    | Avantage  | Jean-Pierre et Joël - Pauline et Aurélie - Gérard et Cédric                                     | Pauline et Aurélie    |
| Pérou   | 13    | Finale    | Finale                                                                                          | Finale                |

Légende
- Un résultat en vert indique que l'équipe est immunisée.
- Un résultat en rouge indique que l'équipe est arrivée dernière.
- Ce logo  indique que l'équipe a eu le drapeau rouge.
- Ce logo  indique que l'équipe a remporté une amulette de 7 000 €. En version miniature , que l'équipe s'est vu remettre une amulette de 7 000 € après le départ d'une équipe, ou a volé l'amulette d'une autre équipe dans le cadre de la finale.
- Ce logo  indique que l'équipe a remporté une extra-amulette de 10 000 €. En version miniature , que l'équipe a volé l'extra-amulette d'une autre équipe dans le cadre de la finale.
- Les sigles E et NE indiquent le résultat de l'étape (Eliminatoire ou Non-Eliminatoire).
- L'inscription Abandon informe que l'équipe a décidé d'abandonner durant l'étape.

Notes
- Gérard et Cédric ont participé à la saison 8 de Pékin Express.
- Pauline et Aurélie ont participé à la saison 13 de Pékin Express.
- Aurélie et Christila ont participé en binôme à la saison 10 de Pékin Express.
- Joël a participé à la saison 8 de Pékin Express, aux côtés de Cécilia, gagnante de la saison 5 de Pékin Express.
- Jean-Pierre a participé à la saison 10 de Pékin Express, aux côtés de Laura, une inconnue.
- Morta et Loulou ont participé à la saison 8 de Pékin Express.

## Audimat

### Pékin Express, la route des Incas
| Épisode | Jour et horaire de diffusion        | Nb de téléspectateurs en million(s) | Parts de marché (sur les 4 ans et plus) | Référence |
| ------- | ----------------------------------- | ----------------------------------- | --------------------------------------- | --------- |
| 1       | Mardi 22 janvier 2008 (20:40-22:35) | 4 107 000                           | 17,8 %                                  | [ 9 ]     |
| 2       | Mardi 29 janvier 2008 (20:40-22:30) | 3 500 000                           | 13,3 %                                  | [ 10 ]    |
| 3       | Mardi 5 février 2008 (20:40-22:30)  | 3 830 000                           | 15,6 %                                  | [ 11 ]    |
| 4       | Mardi 12 février 2008 (20:40-22:40) | 3 850 000                           | 15,3 %                                  | [ 12 ]    |
| 5       | Mardi 19 février 2008 (20:40-22:40) | 3 800 000                           | 15,2 %                                  | [ 13 ]    |
| 6       | Mardi 26 février 2008 (20:40-22:40) | 3 960 000                           | 15,7 %                                  | [ 14 ]    |
| 7       | Mardi 4 mars 2008 (20:40-22:35)     | 3 800 000                           | 14,8 %                                  | [ 15 ]    |
| 8       | Mardi 11 mars 2008 (20:45-22:35)    | 4 020 000                           | 15,6 %                                  | [ 16 ]    |
| 9       | Mardi 18 mars 2008 (20:45-22:45)    | 3 910 000                           | 16,8 %                                  | [ 17 ]    |
| 10      | Mardi 25 mars 2008 (20:45-22:50)    | 4 070 000                           | 15,9 %                                  | [ 18 ]    |
| 11      | Mardi 1er avril 2008 (20:40-22:50)  | 4 030 000                           | 16,3 %                                  | [ 19 ]    |
| 12      | Mardi 8 avril 2008 (20:40-22:35)    | 4 300 000                           | 18,2 %                                  | [ 20 ]    |

Légende
- plus hauts scores d'audiences
- plus bas scores d'audiences